# ناروتو شيبودن (الموسم 13)
الموسم الثالث عشر من مسلسل ناروتو شيبودن مستوحى من الجزء الثاني من مانغا ناروتو لمؤلفها ماساشي كيشيموتو. تم بدأ عرض الموسم الثالث عشر في 23 أغسطس 2012 على تلفاز طوكيو في اليابان وانتهى عرضه 10 يناير 2013. وقد تمحور الجزء الثالث عشر من السلسلة على «حرب النينجا العظمى الرابعة» بين ناروتو أوزوماكي ونينجا القرى المخفية ضد القوات التي تحت قيادة النينجا المقنع توبي أوتشيها وكابوتو، تم إخراج السلسلة بواسطة المخرج الياباني هاياتو داتيه.
أُصدر الموسم بصيغة دي في دي بتاريخ 3 أبريل 2013 تحت عنوان «سيافو الضباب السبعة» (忍刀七人衆 شينوبيجاتانا).
يحتوي المسلسل أربع شارات موسيقية: اثنان للبداية وأثنين للنهاية. شارة البداية الأولى "لاعتداء روك" (突撃ロック روك توتسوجيكي) بآداء الكرواتي ماريو انسيتش واستخدمت من 276 حتى 281. الشارة الثانية هي «موشيمو» أداها دايسوكي وقدواستخدمت من الحلقة 282 حتى 295. شارة النهاية الأولى هي "ـ" (この声枯らして كاراشيتي كوي كونو تشن) ، شارة النهاية الثانية التي بعنوان الأم (بالإنجليزية:Mother) تم استخدامها بين الحلقات 282 حتى 295.

## قائمة الحلقات
| الرقم                                       | عنوان الحلقة                                                               | فصول المانغا                                | تاريخ العرض الأصلي                          |
| ...متابعة اندلاع حرب النينجا العظمى الرابعة | ...متابعة اندلاع حرب النينجا العظمى الرابعة                                | ...متابعة اندلاع حرب النينجا العظمى الرابعة | ...متابعة اندلاع حرب النينجا العظمى الرابعة |
| ------------------------------------------- | -------------------------------------------------------------------------- | ------------------------------------------- | ------------------------------------------- |
| 276                                         | «هجوم تمثال الغيدو» (外道魔像の襲来)                                       | 536-537                                     | 23 أغسطس 2012                               |
| 277                                         | «علامة الانسجام» (和解の印)                                                | 538-539                                     | 30 أغسطس 2012                               |
| 278                                         | «النينجا الطبية في خطر» (狙われた医療忍者)                                 | 539-540                                     | 6 سبتمبر 2012                               |
| 279                                         | «فخ زيتسو الأبيض» (白ゼツの罠)                                             | حصرية                                       | 13 سبتمبر 2012                              |
| 280                                         | «فلسفات الفنان» (芸術家の美学)                                             | حصرية                                       | 20 سبتمبر 2012                              |
| 281                                         | «قوات تحالف الأمهات» (母ちゃん連合軍!!)                                    | حصرية                                       | 27 سبتمبر 2012                              |
| 282                                         | «النشأة السرية للفريق الثنائي الأقوى» (秘話・最強タッグ!)                  | 540-543                                     | 4 أكتوبر 2012                               |
| 283                                         | «شمسان» (二つの太陽!!)                                                     | 543-544                                     | 11 أكتوبر 2012                              |
| 284                                         | «مقسم الخوذة: جينين أكيبينو!» (兜割! 通草野餌人)                           | حصرية                                       | 18 أكتوبر 2012                              |
| 285                                         | «مستخدمة أسلوب الحرق! باكورا من الرمال المخفية» (灼遁使い! 砂隠れのパクラ) | حصرية                                       | 25 أكتوبر 2012                              |
| 286                                         | «أشياء لا يمكن استعادتها» (取り戻せないもの)                               | حصرية                                       | 1 نوفمبر 2012                               |
| 287                                         | «قيمة واحدة مُراهَن عليها» (賭けるに値する者)                                | حصرية                                       | 1 نوفمبر 2012                               |
| 288                                         | «خطر: جينباتشي وكوشيمارو!» (脅威、甚八・串丸コンビ!!)                      | حصرية                                       | 8 نوفمبر 2012                               |
| 289                                         | «سيف البرق!! أميوري رينغو» (雷刀!! 林檎雨由利)                             | حصرية                                       | 15 نوفمبر 2012                              |
| القوة (力 تشيكارا)                          |                                                                            |                                             |                                             |
| 290                                         | «حلقة القوة 1» (力-Chikara-episode 1)                                      | حصرية                                       | 22 نوفمبر 2012                              |
| 291                                         | «حلقة القوة 2» (力-Chikara-episode 2)                                      | حصرية                                       | 29 نوفمبر 2012                              |
| 292                                         | «حلقة القوة 3» (力-Chikara-episode 3)                                      | حصرية                                       | 6 ديسمبر 2012                               |
| 293                                         | «حلقة القوة 4» (力-Chikara-episode 4)                                      | حصرية                                       | 13 ديسمبر 2012                              |
| 294                                         | «حلقة القوة 5» (力-Chikara - episode 5)                                    | حصرية                                       | 20 ديسمبر 2012                              |
| 295                                         | «حلقة القوة الأخيرة» (力-Chikara - episode Final)                          | حصرية                                       | 10 يناير 2013                               |

## إصدارات منزلية
| مجلد | تاريخ        | أقراص | حلقات   | مرجع  |
| ---- | ------------ | ----- | ------- | ----- |
| 1    | 3 أبريل 2013 | 1     | 276–280 | [ 4 ] |
| 2    | 1 مايو 2013  | 1     | 281–284 | [ 4 ] |
| 3    | 5 يونيو 2013 | 1     | 285–289 | [ 4 ] |

| مجلد | تاريخ        | أقراص | حلقات   | مرجع  |
| ---- | ------------ | ----- | ------- | ----- |
| أسود | 3 يوليو 2013 | 1     | 290–292 | [ 5 ] |
| أبيض | 7 أغسطس 2013 | 1     | 293–295 | [ 5 ] |